# Ruysdaelkade

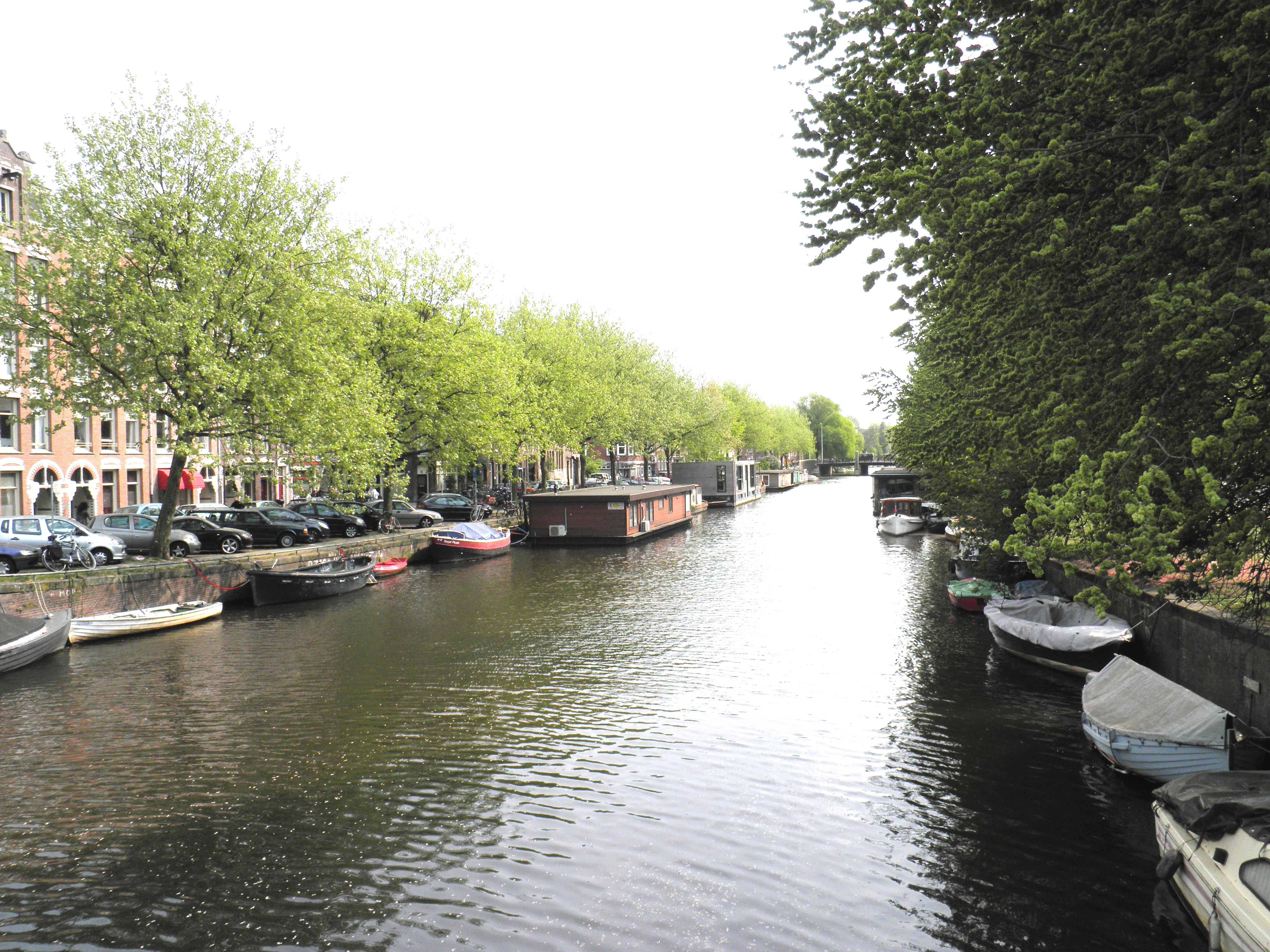
Voie navigable Ruysdaelkade, Amsterdam-Zuid, vu au sud depuis le pont du Ceintuurbaan

Le Ruysdaelkade est une rue d'Amsterdam. 

## Situation et accès
Située dans l'arrondissement de Zuid, elle constitue la frontière ouest du quartier du Pijp qu'elle traverse selon un axe nord-sud le long du Boerenwetering, perpendiculairement au Stadhouderskade et au Ceintuurbaan. 

## Origine du nom
Elle a été baptisée en l'honneur du peintre de paysages néerlandais (Provinces-Unies) du siècle d'or Jacob van Ruisdael.

## Historique
Elle prend sa dénomination actuelle en 1892.